# Babuino (estatua parlante)

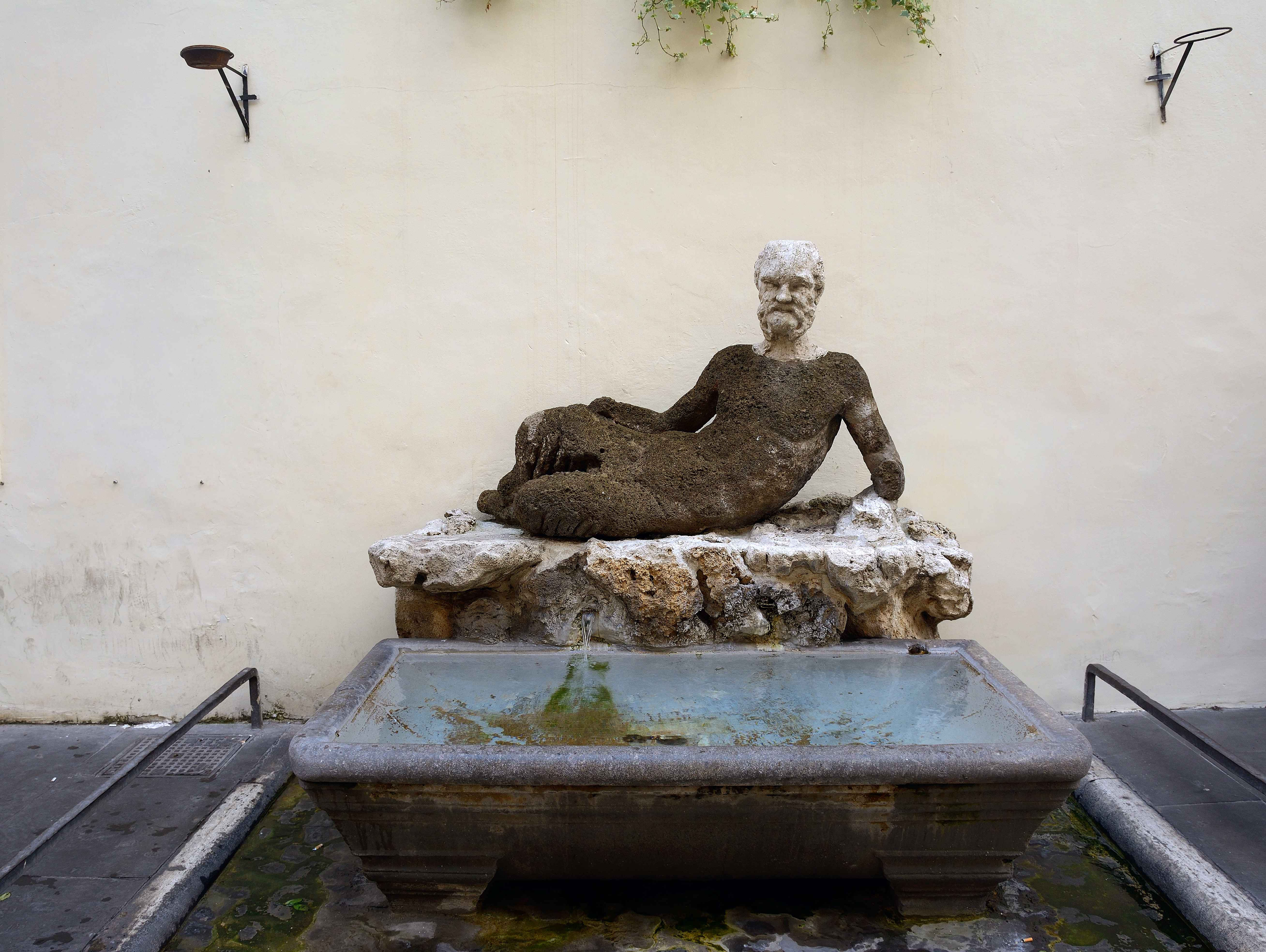
Fontana del Babuino.

Il Babuino (o Babbuino en dialecto romano) es una de las seis estatuas parlantes de Roma.
Es la representación de un sileno yacente, llamado por el pueblo de Roma “babbuino” por su aspecto bruto y deforme, más similar a un simio.
En 1571 el papa Pío V mandó realizar una fuente de uso público, y la estatua fue colocada como ornamento de la misma. Tras diversas peregrinaciones en 1957 el Sileno retornó a su lugar de origen, junto a la iglesia de San Atanasio dei Greci.
Como sus otras cinco compañeras, ha sido objeto del depósito de los pasquines satíricos e insultantes con que la población romana se burlaba de las altas jerarquías.
En 2015 la Fuente del Babuino fue restaurada gracias a una donación de la marca de ropa de lujo italiana Brioni que financió el trabajo con 25.000 euros. Los trabajos de restauración comenzaron el 29 de octubre de 2015 y terminaron el 17 de diciembre de 2015.